# Discografia di Kali Uchis
La discografia di Kali Uchis, cantante statunitense, è composta da cinque album in studio, un mixtape, due EP e 28 singoli.

## Album in studio
| Anno                                                                                      | Titolo e dettagli | Classifiche | Classifiche | Classifiche | Classifiche | Classifiche | Classifiche | Classifiche | Certificazioni     |
| Anno                                                                                      | Titolo e dettagli | USA         | BEL (FL)    | CAN         | NLD         | SPA         | SWI         | UK          | Certificazioni     |
| ----------------------------------------------------------------------------------------- | --- | ----------- | ----------- | ----------- | ----------- | ----------- | ----------- | ----------- | ------------------ |
| 2018                                                                                      | Isolation - Pubblicato: 6 aprile 2018 - Etichetta: A Rinse, Virgin EMI - Formati: CD, LP, download digitale, streaming                            | 32          | 65          | 70          | 96          | 72          | —           | 62          | - USA: Oro         |
| 2020                                                                                      | Sin miedo (del amor y otros demonios) - Pubblicato: 18 novembre 2020 - Etichetta: Interscope, EMI - Formati: CD, LP, download digitale, streaming | 52          | —           | 98          | 79          | 75          | —           | —           | - MEX: Platino (2) |
| 2023                                                                                      | Red Moon in Venus - Pubblicato: 3 marzo 2023 - Etichetta: Geffen - Formati: CD, LP, download digitale, streaming                                  | 4           | 70          | —           | 53          | —           | 29          | 52          |                    |
| 2024                                                                                      | Orquídeas - Pubblicato: 12 gennaio 2024 - Etichetta: Geffen - Formati: CD, LP, download digitale, streaming                                       | 2           | 25          | 56          | 34          | —           | 13          | 99          |                    |
| 2025                                                                                      | Sincerely - Pubblicato: 9 maggio 2025 - Etichetta: Capitol - Formati: CD, LP, download digitale, streaming                                        | 2           | 61          | —           | 21          | —           | 11          | 53          |                    |
| "—" indica un'opera che non è stata pubblicata o che non si è classificata in quel paese. | |             |             |             |             |             |             |             |                    |

## Mixtape
| Anno | Titolo e dettagli                                                        |
| ---- | ------------------------------------------------------------------------ |
| 2012 | Drunken Babble - Pubblicato: 1º agosto 2012 - Formati: Download digitale |

## Extended play
| Anno | Titolo e dettagli |
| ---- | --- |
| 2015 | Por vida - Pubblicato: 4 febbraio 2015 - Formati: LP, download digitale, streaming                                           |
| 2020 | To Feel Alive - Pubblicato: 24 aprile 2020 - Etichetta: Interscope, Virgin EMI - Formati: LP, download digitale, streaming   |
| 2021 | Sin miedo (acoustic) - Pubblicato: 4 giugno 2021 - Etichetta: Interscope, Virgin EMI - Formati: Download digitale, streaming |

## Singoli

### Come artista principale
| Anno                                                                                      | Titolo                                                      | Classifiche | Classifiche | Classifiche | Classifiche | Classifiche | Classifiche | Classifiche | Classifiche | Classifiche | Classifiche | Certificazioni                   | Album di provenienza                  |
| Anno                                                                                      | Titolo                                                      | USA         | AUS         | BEL (FL)    | CAN         | IRE         | NLD         | NZL         | SPA         | SWI         | UK          | Certificazioni                   | Album di provenienza                  |
| ----------------------------------------------------------------------------------------- | ----------------------------------------------------------- | ----------- | ----------- | ----------- | ----------- | ----------- | ----------- | ----------- | ----------- | ----------- | ----------- | -------------------------------- | ------------------------------------- |
| 2014                                                                                      | Know What I Want                                            | —           | —           | —           | —           | —           | —           | —           | —           | —           | —           |                                  | Por vida                              |
| 2015                                                                                      | Lottery                                                     | —           | —           | —           | —           | —           | —           | —           | —           | —           | —           |                                  | Por vida                              |
| 2015                                                                                      | Loner                                                       | —           | —           | —           | —           | —           | —           | —           | —           | —           | —           |                                  | Por vida                              |
| 2015                                                                                      | Ridin' Round                                                | —           | —           | —           | —           | —           | —           | —           | —           | —           | —           |                                  | Por vida                              |
| 2016                                                                                      | Only Girl (feat. Steve Lacy e Vince Staples)                | —           | —           | —           | —           | —           | —           | —           | —           | —           | —           |                                  | /                                     |
| 2017                                                                                      | Tyrant (feat. Jorja Smith)                                  | —           | —           | —           | —           | —           | —           | —           | —           | —           | —           |                                  | Isolation                             |
| 2017                                                                                      | Nuestro planeta (feat. Reykon)                              | —           | —           | —           | —           | —           | —           | —           | —           | —           | —           |                                  | Isolation                             |
| 2018                                                                                      | After the Storm (feat. Tyler, the Creator e Bootsy Collins) | —           | —           | 80          | —           | —           | —           | —           | —           | —           | —           | - USA: Platino - UK: Argento     | Isolation                             |
| 2018                                                                                      | Just a Stranger (feat. Steve Lacy)                          | —           | —           | —           | —           | —           | —           | —           | —           | —           | —           |                                  | Isolation                             |
| 2019                                                                                      | Time (con i Free Nationals e Mac Miller)                    | —           | —           | —           | —           | —           | —           | —           | —           | —           | —           |                                  | Free Nationals                        |
| 2019                                                                                      | Solita                                                      | —           | —           | —           | —           | —           | —           | —           | —           | —           | —           |                                  | Sin miedo (del amor y otros demonios) |
| 2020                                                                                      | Aquí yo mando (con Rico Nasty)                              | —           | —           | —           | —           | —           | —           | —           | —           | —           | —           |                                  | Sin miedo (del amor y otros demonios) |
| 2020                                                                                      | La luz (con Jhay Cortez)                                    | —           | —           | —           | —           | —           | —           | —           | —           | —           | —           |                                  | Sin miedo (del amor y otros demonios) |
| 2021                                                                                      | Telepatía                                                   | 25          | 38          | 54          | 45          | 33          | 73          | 35          | 51          | 36          | 41          | - USA: Platino (2) - UK: Argento | Sin miedo (del amor y otros demonios) |
| 2021                                                                                      | Fue mejor (con SZA)                                         | 116         | —           | —           | —           | —           | —           | —           | —           | —           | —           |                                  | Sin miedo (del amor y otros demonios) |
| 2021                                                                                      | Another Day in America (con Ozuna)                          | —           | —           | —           | —           | —           | —           | —           | —           | —           | —           |                                  | /                                     |
| 2022                                                                                      | No hay ley                                                  | —           | —           | —           | —           | —           | —           | —           | —           | —           | —           |                                  | /                                     |
| 2022                                                                                      | La única                                                    | —           | —           | —           | —           | —           | —           | —           | —           | —           | —           |                                  | /                                     |
| 2023                                                                                      | I Wish You Roses                                            | 81          | —           | —           | —           | —           | —           | —           | —           | —           | —           |                                  | Red Moon in Venus                     |
| 2023                                                                                      | Moonlight                                                   | 80          | —           | —           | 64          | —           | —           | 26          | —           | —           | 98          | - USA: Oro                       | Red Moon in Venus                     |
| 2023                                                                                      | Muñekita (con El Afa & JT)                                  | —           | —           | —           | —           | —           | —           | —           | —           | —           | —           |                                  | Orquídeas                             |
| 2023                                                                                      | Te Mata                                                     | —           | —           | —           | —           | —           | —           | —           | —           | —           | —           |                                  | Orquídeas                             |
| 2023                                                                                      | Labios Morbidos (con Karol G)                               | 97          | —           | —           | —           | —           | —           | —           | 59          | —           | —           |                                  | Orquídeas                             |
| "—" indica un'opera che non è stata pubblicata o che non si è classificata in quel paese. |                                                             |             |             |             |             |             |             |             |             |             |             |                                  |                                       |

### Come artista ospite
| Anno                                                                                      | Titolo                                                                                                  | Classifiche | Classifiche | Classifiche | Classifiche | Classifiche | Classifiche | Classifiche | Classifiche | Classifiche | Classifiche | Certificazioni                                                                        | Album di provenienza  |
| Anno                                                                                      | Titolo                                                                                                  | USA         | AUS         | BEL (FL)    | CAN         | IRE         | NLD         | NZL         | SPA         | SWI         | UK          | Certificazioni                                                                        | Album di provenienza  |
| ----------------------------------------------------------------------------------------- | --- | ----------- | ----------- | ----------- | ----------- | ----------- | ----------- | ----------- | ----------- | ----------- | ----------- | ------------------------------------------------------------------------------------- | --------------------- |
| 2015                                                                                      | Fucking Young/Perfect (Tyler, the Creator feat. Charlie Wilson, Chaz Bundick, Syd Bennett e Kali Uchis) | —           | —           | —           | —           | —           | —           | —           | —           | —           | —           |                                                                                       | Cherry Bomb           |
| 2016                                                                                      | Get You (Daniel Caesar feat. Kali Uchis)                                                                | 93          | —           | —           | —           | —           | —           | —           | —           | —           | —           | - USA: Platino (4) - CAN: Platino (4) - UK: Argento                                   | Freudian              |
| 2017                                                                                      | El ratico (Juanes feat. Kali Uchis)                                                                     | —           | —           | —           | —           | —           | —           | —           | 99          | —           | —           |                                                                                       | Mis planes son amarte |
| 2017                                                                                      | See You Again (Tyler, the Creator feat. Kali Uchis)                                                     | 44          | 28          | —           | 30          | 44          | —           | 13          | —           | —           | 21          | - USA: Platino (6) - AUS: Platino (4) - CAN: Platino - NZL: Platino (3) - UK: Platino | Flower Boy            |
| 2019                                                                                      | 10% (Kaytranada feat. Kali Uchis)                                                                       | —           | —           | 72          | —           | —           | —           | —           | —           | —           | —           |                                                                                       | Bubba                 |
| 2020                                                                                      | Are You Feeling Sad? (Little Dragon feat. Kali Uchis)                                                   | —           | —           | —           | —           | —           | —           | —           | —           | —           | —           |                                                                                       | New Me, Same Us       |
| 2021                                                                                      | Drugs n Hella Melodies (Don Toliver feat. Kali Uchis)                                                   | 112         | —           | —           | —           | —           | —           | —           | —           | —           | —           |                                                                                       | Life of a Don         |
| 2021                                                                                      | Sad Girlz Luv Money (Amaarae e Moliy feat. Kali Uchis)                                                  | 80          | —           | —           | 48          | —           | 55          | 29          | —           | 18          | —           | - UK: Argento                                                                         | /                     |
| "—" indica un'opera che non è stata pubblicata o che non si è classificata in quel paese. | |             |             |             |             |             |             |             |             |             |             |                                                                                       |                       |

### Singoli promozionali
| Anno | Titolo                                       | Album di provenienza                  |
| ---- | -------------------------------------------- | ------------------------------------- |
| 2020 | Te pongo mal (préndelo) (con Jowell & Randy) | Sin miedo (del amor y otros demonios) |
| 2022 | Desafinado                                   | Minions: The Rise of Gru              |

## Altri brani entrati in classifica
| Anno | Titolo                        | Classifiche | Album di provenienza                |
| Anno | Titolo                        | USA         | Album di provenienza                |
| ---- | ----------------------------- | ----------- | ----------------------------------- |
| 2023 | Me tengo que ir (con Karol G) | 101         | Mañana será bonito (Bichota Season) |